# 大王庄乡
大王庄乡，是中华人民共和国河南省周口市西华县下辖的一个乡镇级行政单位。

## 行政区划
大王庄乡下辖以下地区：
大王庄村、贾庄村、霍坡村、刘草楼村、王金庄村、李庄村、邓营村、刘老家村、三官庙村、牌坊街村、簸箕刘村、粟楼岗村、孔寨村、方庄村、范庄村、丁口村、李楼村、马岔村、陈庄村和东孙庄村。